# Antonio de Otermín

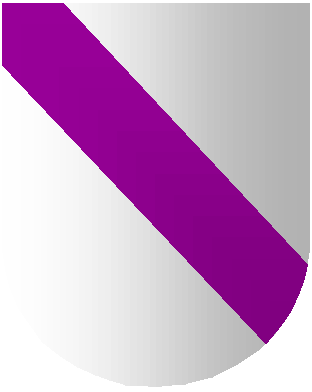
Escudo de la Familia Otermin

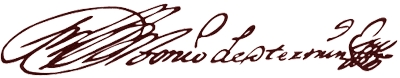
Firma de Don Antonio de Otermin (1682).

El capitán general Antonio de Otermin (????-????), fue Gobernador de la provincia de Santa Fe de Nuevo México, la provincia norteña del Virreinato de Nueva España, desde 1677 hasta 1682. Otermin era gobernador cuando ocurrió la revuelta de los indios Pueblo.

## Datos biográficos
Lamentablemente se desconocen datos de nacimiento y defunción de Antonio de Otermin. Se supone que nació aproximadamente entre 1620 y 1630 en la casa de la familia Otermin que en aquellos entonces se registró como Casa Otromin (enlace roto disponible en Internet Archive; véase el historial, la primera versión y la última)..
Está localizada sobre las faldas del macizo de Aralar, frontera natural entre Guipúzcoa y Navarra, España.
Sobre el lado guipuzcoano existe la casa Otromin Haundi la cual, por su tamaño (además de nombre) era la casa solar de los Otromin.[cita requerida]
Se sabe que se casó con Ana María Ladrón de Guevara el 24 de mayo de 1692 en Asunción, México. Esta señora se encontraba entre los sobrevivientes de la Revuelta de los indios pueblo.

## Hechos
Durante la revuelta de los indios Pueblo el dirigente religioso Popé los condujo en un franco enfrentamiento militar con intención de eliminar a los colonos españoles. El ataque fue iniciado por los aborígenes Taos, Picuris y Tiwa en sus respectivos pueblos. Dieron muerte a veintiuno de los cuarenta franciscanos y trescientos ocho españoles, contando hombres, mujeres y niños.
Los colonos españoles huyeron hacia Santa Fe (la única ciudad española) y el Pueblo Isleta, uno de los pocos localidades de los indios pueblos que no participaron en la rebelión. Creyéndose los únicos sobrevivientes, los refugiados en Isleta marcharon el 15 de septiembre hacia El Paso del Norte. 
Las fuerzas de Popé sitiaron Santa Fe, rodeando la ciudad y cortando el suministro de agua. Otermin, fortificado en el Palacio de los Gobernadores, llamó a retirada, y el 21 de septiembre los colonos establecidos en las inmediaciones de Santa Fe abandonaron la ciudad trasladándose a la capital ahora denominada Ciudad Juárez, entonces llamada El Paso del Norte. En 1682, fundó la misión Corpus Christi de San Antonio de la Ysleta del Sur  con Fray Francisco de Ayeta.

### Antecedentes
Don Antonio de Otermin estuvo a cargo del Presidio de Sinaloa entre 1671 y 1677. El virrey de Nuevo México era Fray Payo Enríquez de Rivera. Los sucesos que están relacionados con su nombramiento como gobernador de Nuevo México en 1677 están relacionados con el retiro anticipado del anterior gobernador, Juan Francisco de Treviño.

#### Situación de Contexto
El flanco oeste de Sinaloa había sido expandido y protegido por el destacablemente exitoso capitán Diego Martínez de Hurdiade. Su coraje y valor abrieron las tierras al sur de Sonora a la expansión misionera. Sus sucesores llevaron las armas del Rey a regiones desconocidas y en 1634 el Capitán Pedro de Perea elevó un reclamo por una nueva provincia a ser llamada Nueva Andalucía; El quería ser el nuevo Adelantado de Sonora, pero la muerte lo alcanzó en 1645 luego que había tentado a varias familias a colonizar la frontera de Sonora con Parral. Esas nuevas familias dispersas vivieron entre los aborígenes relativamente pacíficos: Nebomes, Jovas, Ópatas, y Pimas Altos. Pero su posición era a la vez temporaria y precaria porque vivían muy lejos del alcance de la asistencia y protección militar española. Toda la frontera misma, de hecho, estaba cambiando y los asentamientos españoles se dispersaban por miles de kilómetros cuadrados sin perspectivas de protección externa.
Los problemas comenzaron en 1671. La sequía durante los años '70 se había prolongado demasiado. Algunos nativos del Pueblo seri y Guaymas bajo el mando de un Jefe Siona vagaron hasta la misión de Nebome del Padre Cornelius Gillert. Le pidieron comida, pero el misionero ordenó a sus propios nativos que se armaran en contra de su propia gente.
Varios Seris fueron muertos y se desató una pequeña guerra. Gillert apeló al Alcalde Mayor de San Juan Bautista pidiendo ayuda. 
Desafortunadamente Pedro Álvarez Castrillón se había ido y el sucesor de su cargo, Diego López de Dicastillo, rehusó dar asistencia argumentando que la misión estaba más allá de su jurisdicción.
Consecuentemente Gillert pidió ayuda del Presidio de Sinaloa que estaba bajo el mando del capitán Antonio de Otermin, quien pronto se convertiría en el trágico gobernador de Nuevo México.
El 17 de junio el capitán Andrés de Buelna con 15 soldados del presidio y algunos milicianos abrieron una brecha entre los Seris que encontraron cerca de la misión. En su primer ataque mató a 60 hombres y tomó 20 prisioneros. Un segundo ataque al atardecer tuvo éxito y produjo 40 bajas entre los aborígenes y tomó 23 prisioneros, pero Buelna y 4 compañeros fueron muertos en la lucha.
Este encuentro no fue significativo por ser único porque desde ese momento y más tarde las fuerzas del presidio se enfrentaron en escaramuzas con los nativos que invadían esas tierras.
El hecho que los misioneros tuvieran que apelar a Sinaloa por protección en vez de San Juan Bautista indicaba el estado de confusión de las cosas.
A lo largo de la frontera los nativos estaban movilizados contra los asentamientos españoles porque la sequía los forzaba a encontrar comida y sustento más allá de sus hogares tradicionales. Inclusive el Camino Real por el cual los tesoros de Parral iban a Durango y Ciudad México era atacado ocasionalmente. La frontera estaba revelando por sí misma como un tamiz de la seguridad.

#### Maltrato a los nativos
Juan Francisco de Treviño fue nombrado gobernador en 1675 y maltrató a los nativos mediante sus dos subalternos, el Secretario de Gobernación Francisco Xavier (52 años) Sargento Mayor y Diego López Sambrano (25 años). Treviño persiguió a los nativos intentando suprimir sus prácticas religiosas en favor del cristianismo. En cumplimiento de éstas órdenes capturó y azotó a 47 conductores religiosos para finalmente condenar a 4 de ellos a la horca. Tres de ellos fueron colgados y el cuarto se suicidó ahorcándose él mismo.

#### Primera reacción
Esta situación llevó los ánimos de los aborígenes a los límites y unos setenta guerreros rodearon el palacio del gobernador e irrumpieron en su interior capturando a Treviño.
Como intercambio para recuperar su libertad Treviño liberó a los restantes conductores religiosos. Entre ellos estaba un líder de los indios pueblo San Juan (pueblo amerindio) llamado Popé.
El resentimiento del pueblo nativo quedó latente y eso comenzó a percibirse en la población que esperaba un alzamiento en contra de la dominación española.

### Nombramiento
En esta situación Juan Francisco de Treviño se retiró y en su lugar quedó don Antonio de Otermin como gobernador de Nuevo México.

### Informe de un gobernador aborigen
Los mensajeros enviados por Popé a los pueblos aborígenes llevaban una cuerda con nudos. Cada día los caciques debían desanudar un nudo. Uno de los gobernadores aborígenes respondía a los españoles. Este fue quien informó a Otermin sobre la rebelión que estaba en curso.

## Relevancia histórica
Esta rebelión puso de manifiesto lo que habían dicho los gobernadores al Virrey de Nuevo México y respaldaba los repetidos pedidos de refuerzos que había formulado Otermin al gobernador.
Fundamentalmente hubo un cambio en el trato hacia los aborígenes y una redistribución de fuerzas sobre la frontera al sur del río Grande. También es éste el final de un comportamiento manso de los aborígenes para con los españoles.